# Opština Karbinci
Die Opština Karbinci (mazedonisch Општина Карбинци; albanisch Komuna e Karbincës) ist eine der 80 Opštini Nordmazedoniens. In dieser Gemeinde leben 3.420 Einwohner, davon gehören 2.159 der mazedonischen Mehrheit und 857 der türkischen Minderheit an. Ihr Verwaltungssitz befindet sich im Ort Karbinci.

## Geographie
Die Opština grenzt im Südwesten an die Opština Štip, im Südosten an die Opština Radoviš, im Nordosten an die Opština Delčevo und im Norden an die Opština Probištip. Es herrscht Kontinentalklima.

## Gliederung
Die Opština umfasst 30 Ortschaften: Argulica, Batanje, Vrteška, Golem Gaber, Gorni Balvan, Gorno Trogerci, Dolni Balva, Dolno Trogerci, Ebeplija, Januzlija, Kalauzlija, Karbinci, Kepekčelija, Kozjak, Krupište, Kurfalija, Kučilat, Kučica, Mal, Gaber, Mičak, Muratlija, Nov Karaorman, Odjalija, Prilepčani, Prnalija, Radanje, Ruljak, Tarinci und Crvulevo.